# Adam Andrzejewski (ekonomista)

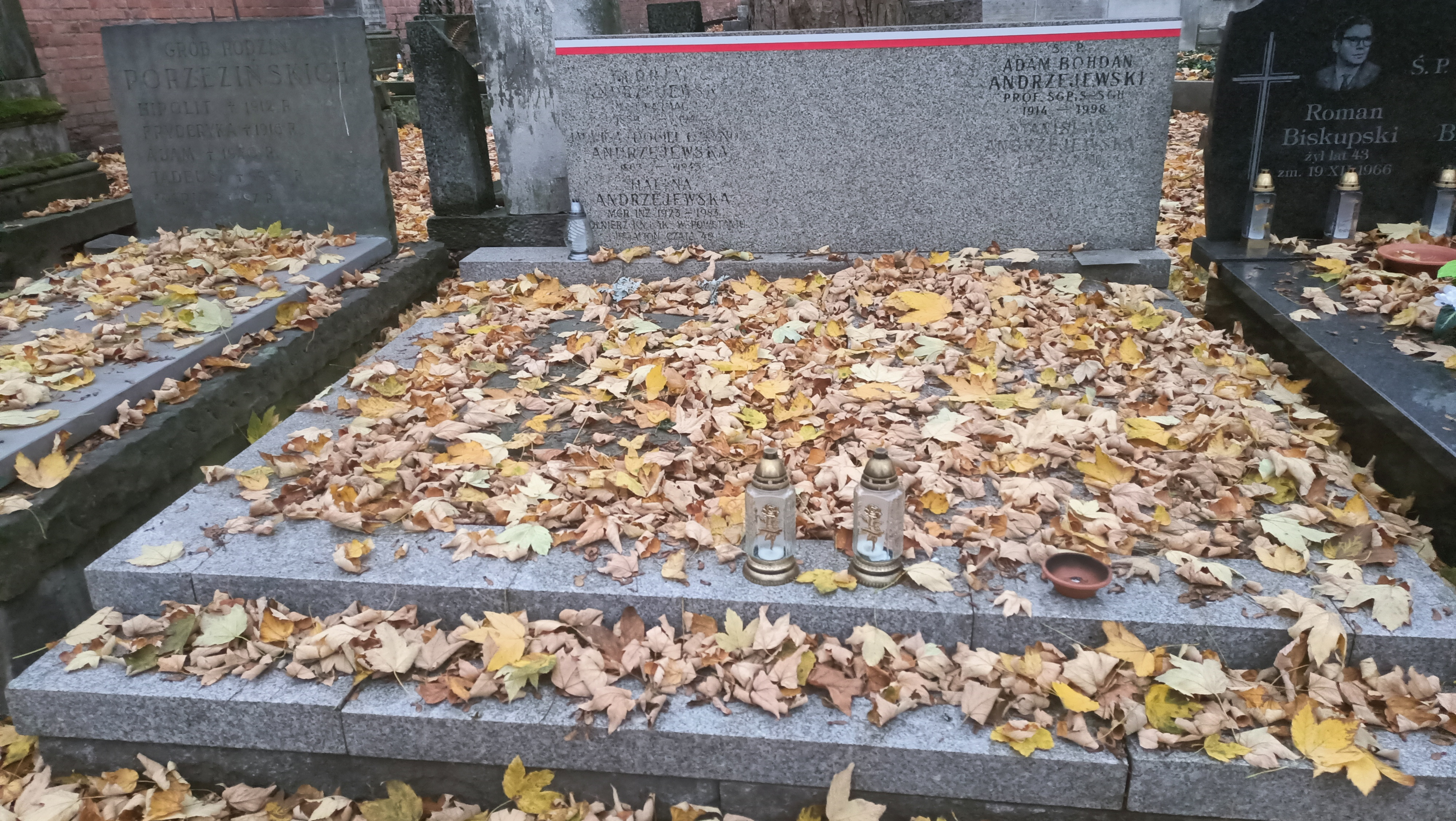
Grób Adama Andrzejewskiego na cmentarzu Powązkowskim w Warszawie

Adam Andrzejewski (ur. 14 października?/27 października 1914 w Odessie, zm. 16 grudnia 1998 w Warszawie) – polski ekonomista specjalizujący się w zakresie polityki mieszkaniowej i osadniczej.

## Życiorys
Po przyjeździe do kraju z Odessy złączony z Toruniem, potem – poprzez ojca kapitana żeglugi wielkiej na S/s Lwów – z Gdynia. Studiuje w Szkole Głównej Handlowej w Warszawie w latach 1932–1936. Pod wpływem Ludwika Krzywickiego i Konstantego Krzeczkowskiego wiąże się z Instytutem Gospodarstwa Społecznego, w którym ma okazje poznawać postaci i prace Ludwika Landaua, Stanisława Rychlińskiego, Edwarda Strzeleckiego i innych. Przebywa w kręgu Edwarda Lipińskiego, Michała Kaleckiego oraz Czesława Bobrowskiego. W SGH należy do mających oparcie w Edwardzie Lipińskim przeciwników „getta ławkowego” dla studentów żydowskich. Działa w Związku Młodzieży Polskiej „Zet” oraz w Związku Polskiej Młodzieży Demokratycznej. Poznaje tam poślubioną w 1938 r. Stanisławę z domu Kwaskowską zajmującą się młodzieżą z ubogich domów na robotniczej Woli – córkę Gabrieli z Huskowskich siostry senatora Stanisława Huskowskiego.
Współredaguje czasopisma „Życie Akademickie” oraz “Przemiany” razem z Janem Reychmanem. Za namową Michała Kaczorowskiego, przedwojennego sekretarza Polskiego Towarzystwa Reformy Mieszkaniowej oraz naczelnika w Biurze Ekonomicznym Ministerstwa Skarbu, publikuje artykuły o zagadnieniach mieszkaniowo-osadniczych. Dojrzewa wraz z polską szkołą badań mieszkaniowych tworzoną w latach 20. i 30. przez Teodora Teoplitza, a także Konstantego Krzeczkowskiego, Jana Strzeleckiego, Edwarda Strzeleckiego, Stanisława Tołwińskiego i innych. Będąc sekretarzem w „Narodzie i Państwie” poznaje bliżej Bolesława Srockiego. Pracując w „Polsce Gospodarczej” styka się z Melchiorem Wańkowiczem piszącym tam o Centralnym Okręgu Przemysłowym. W Ministerstwie Skarbu opracowuje z polecenia Wicepremiera i Ministra Skarbu Eugeniusza Kwiatkowskiego bilans surowcowy Polski („Drogi Polski” 1939 nr 8). Po kampanii wrześniowej (72 Radomski Pułk Piechoty rozbity w walkach pod Łodzią 7-8 IX), jest 5 lat w niemieckim obozie jenieckim.
Po wojnie utrzymuje bliskie kontakty z Bolesławem Srockim. W latach 1945–1949 z pracuje w Ministerstwie Odbudowy jako naczelnik Wydziału Polityki Mieszkaniowej i Osiedleńczej oraz Wicedyrektor Gabinetu ministra Michała Kaczorowskiego. Jest sekretarzem Zarządu Polskiego Towarzystwa Reformy Mieszkaniowej reaktywowanego w latach 1946–1949 oraz członkiem redakcji organu PTRM, pisma „Dom Osiedle Mieszkanie”. Należy do Rady Naukowej Ziem Odzyskanych (1946–1948). W 1949 roku tworzy wraz z Michałem Kaczorowskim Instytut Budownictwa Mieszkaniowego przekształcony w 1968 r. w Instytut Gospodarki Mieszkaniowej. Z IBM-IGM złączony jest do końca życia. W 1964 r. w „Ekonomiście” postuluje perspektywiczny program poprawy warunków mieszkaniowych uchwalony przy jego społecznym udziale w 1972 r. pod nadzorem KC PZPR. Program pomimo załamania się powoduje wzrost budownictwa do 278 tys. mieszkań w 1978 r. Będąc dyrektorem IBM do spraw naukowych przeciwstawia się w 1965 r. wraz z Juliuszem Goryńskim standardom budownictwa „oszczędnościowego”, tracąc to stanowiska na 6 lat. W latach 1971–1974 pełni funkcję dyrektora IGM, a od 1991 r. przewodniczy Radzie Naukowej Instytutu. Staje się czołowym powojennym kontynuatorem polskiej szkoły badań zagadnień mieszkaniowych.
Jeszcze w latach 60. rozpoczyna badania związków mieszkalnictwa z urbanizacją obejmujących przemiany demograficzne oraz ewolucję infrastruktury podbudowującej osadnictwo. Pisze o tych zagadnieniach wraz z Kazimierzem Dziewońskim i Juliuszem Goryńskim. Na podstawie badań relacji mieszkalnictwa, infrastruktury komunalnej i społecznej oraz ich miejsca w układzie osadniczym formułuje w latach 70. koncepcję infrastruktury osadniczej, tworząc podwaliny badań materialnych podstaw zamieszkiwania. Kieruje w okresie 1953–1986 placówkami naukowymi o profilu mieszkaniowo-osadniczym w Szkole Głównej Planowania i Statystyki powracającej w 1991 r. do przedwojennej nazwy SGH. W SGPiS jest w latach 1965–1970 dyrektorem Instytutu Gospodarstwa Społecznego zasiadając w senacie Uczelni. W atmosferze 1968 r., gdy z SGPiS odchodzi Michał Kalecki, a ponad 50 pracowników zostaje usuniętych, podejmuje z Antonim Rajkiewiczem bezskuteczną obronę swojej asystentki Hanny Kuleszy. W okresie 1949–1984 działa w Komitecie Budownictwa, Mieszkalnictwa i Planowania EKG ONZ, w Międzynarodowej Federacji Mieszkalnictwa, Urbanistyki i Planowania Przestrzennego w Hadze, Instytucie Badawczym Budownictwa w Hanowerze (ówczesna NRF), Ośrodku Badawczym Budownictwa w Garston (Anglia) i innych. Pełni różne funkcje w Komitetach PAN: Przestrzennego Zagospodarowania Kraju, Badań Rejonów Uprzemysławianych, Nauk Demograficznych, Badań i Prognoz „Polska-2000”. Udziela się w radach i zespołach naukowych w Centralnym Związku Spółdzielni Budownictwa Mieszkaniowego, Instytucie Urbanistyki i Architektury, Polskim Towarzystwie Ekonomicznym, Towarzystwie Urbanistów Polskich i wielu innych. Kieruje z Witoldem Nieciuńskim dwoma odrzuconymi przez władze ekspertyzami mieszkaniowymi (PTE 1979 i 1981). W okresie narastającego kryzysu mieszkalnictwa i całej gospodarki polskiej porusza wątki prognostyczne o charakterze ostrzegawczym.
Pochowany w grobie rodzinnym na cmentarzu Powązkowskim w Warszawie (kwatera. I, szereg 5, grób 20-21).

## Dorobek
Z ponad 550 publikacji, w tym kilkunastu o zasięgu międzynarodowym podstawowymi są:
- Polityka mieszkaniowa – zagadnienia ekonomiczne i socjalne, Arkady, Warszawa 1959
- Major long-term problems of government housing and related policies, t. I- II, ECE, United Nations, New York, 1966 (Współautor: Donnison D.)
- Zarys polityki mieszkaniowej, Arkady. Warszawa 1969
- Potrzeby mieszkaniowe. Problemy i perspektywy, WP, Omega, Warszawa 1970
- Sytuacja mieszkaniowa w Polsce w latach 1918–1974, PWE, Warszawa 1977
- Major Trends in Housing Policy in ECE Countries, United Nations, New York, 1980 (Współautor: M. Lujanen)
- Polityka mieszkaniowa, PWE, Warszawa 1987
- Procesy urbanizacyjne w latach osiemdziesiątych i dziewięćdziesiątych, KPZK PAN „Biuletyn” 1991, z. 154, PWN, Warszawa.